# 인스파이어 아레나
인스파이어 아레나(영어: Inspire Arena)는 대한민국 인천광역시 중구에 있는 실내 경기장다. 구성에 따라 최대 수용 인원은 15,000명이다.
인스파이어 아레나에서는 음악 콘서트, e스포츠, 패션쇼, 스포츠 이벤트 등 다양한 이벤트가 개최된다. 인스파이어 아레나는 스포츠 전용 이벤트를 위해 고척스카이돔 등 특별히 건설된 경기장을 제외하면 4,000석이 넘는 좌석 수를 갖춘 대한민국의 유일의 아레나다.
인스파이어 아레나는 인스파이어 엔터테인먼트 리조트 내에 있으며 인스파이어에서 소유하고 운영한다. 이 경기장은 미국 코네티컷주에 위치한 모히건 선 아레나의 기술을 활용했다.